# 히타이트 역병

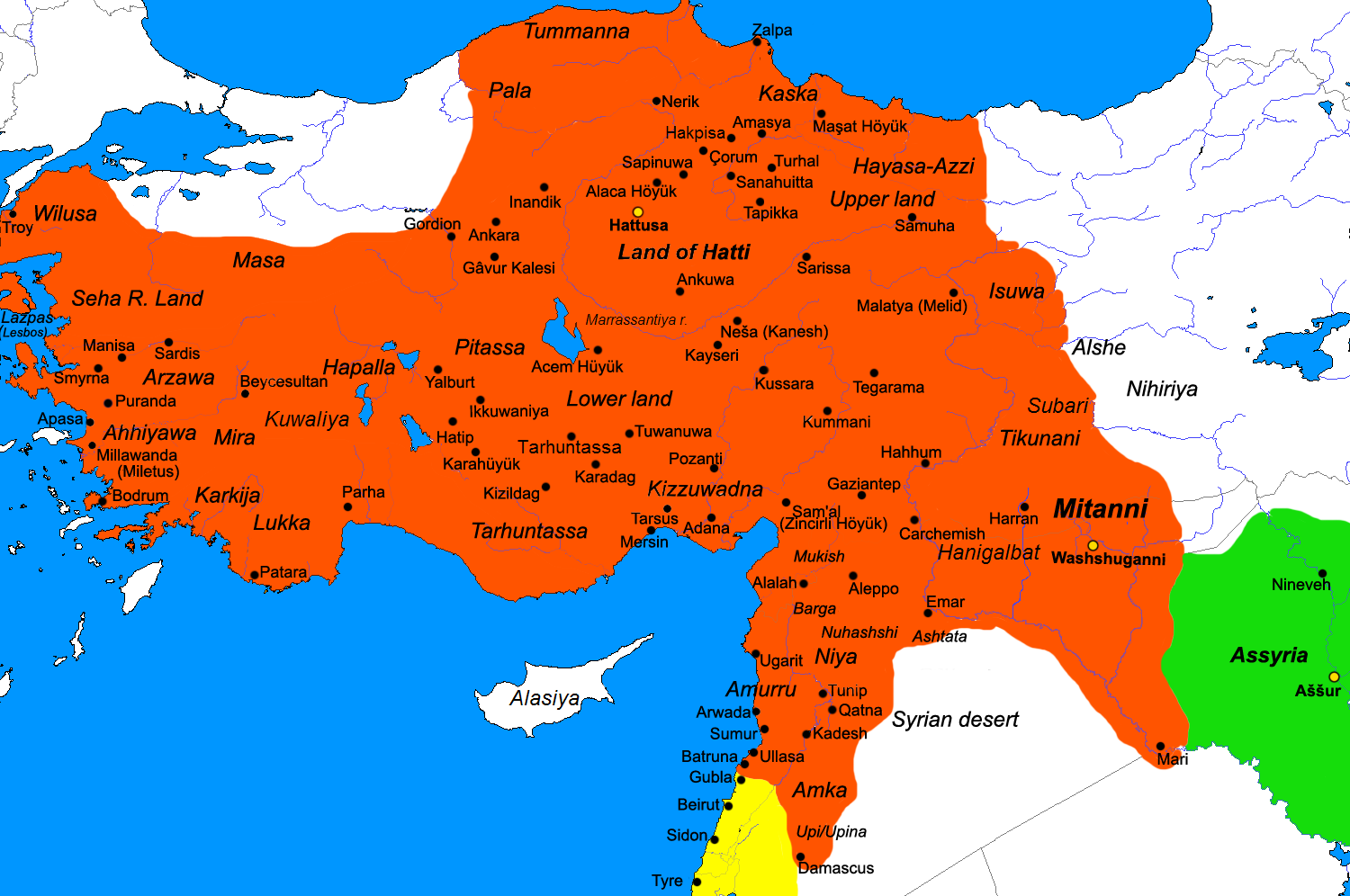
기원전 14세기 후반 히타이트 제국의 지도

히타이트 역병(Hittite Plague) 또는 네르갈의 손길(Hand of Nergal)은 기원전 14세기 중후반에 발생한 야토병으로 추정되는 유행병이었다.

## 배경
히타이트 제국은 튀르키예에서 시리아까지 뻗어 있었다. 이 역병은 기원전 14세기에 아르와드-유프라테스 무역로를 따라 발생한 프란시셀라 툴라렌시스의 유행이었을 가능성이 높다. 고대 근동의 대부분 지역이 발병을 겪었지만, 이집트와 아시리아는 국경을 따라 격리 조치를 시작했고, 그들은 전염병을 겪지 않았다.
야토병은 여전히 위협적인 세균 감염이다. "토끼열"이라고도 불리며, 동물에서 사람으로 쉽게 전염될 수 있는 인수공통감염병이다. 가장 흔한 전파 방식은 진드기처럼 종간을 이동하는 다양한 곤충을 통해서이다. 감염 증상은 피부 병변에서 호흡 부전까지 다양하다. 치료하지 않으면 사망률은 감염자의 15%이다. 전 미생물학자 시로 트레비사나토에 따르면, "야토병은 오늘날 많은 나라에서 드물지만, 불가리아를 포함한 일부 나라에서는 여전히 문제이다."

## 유행

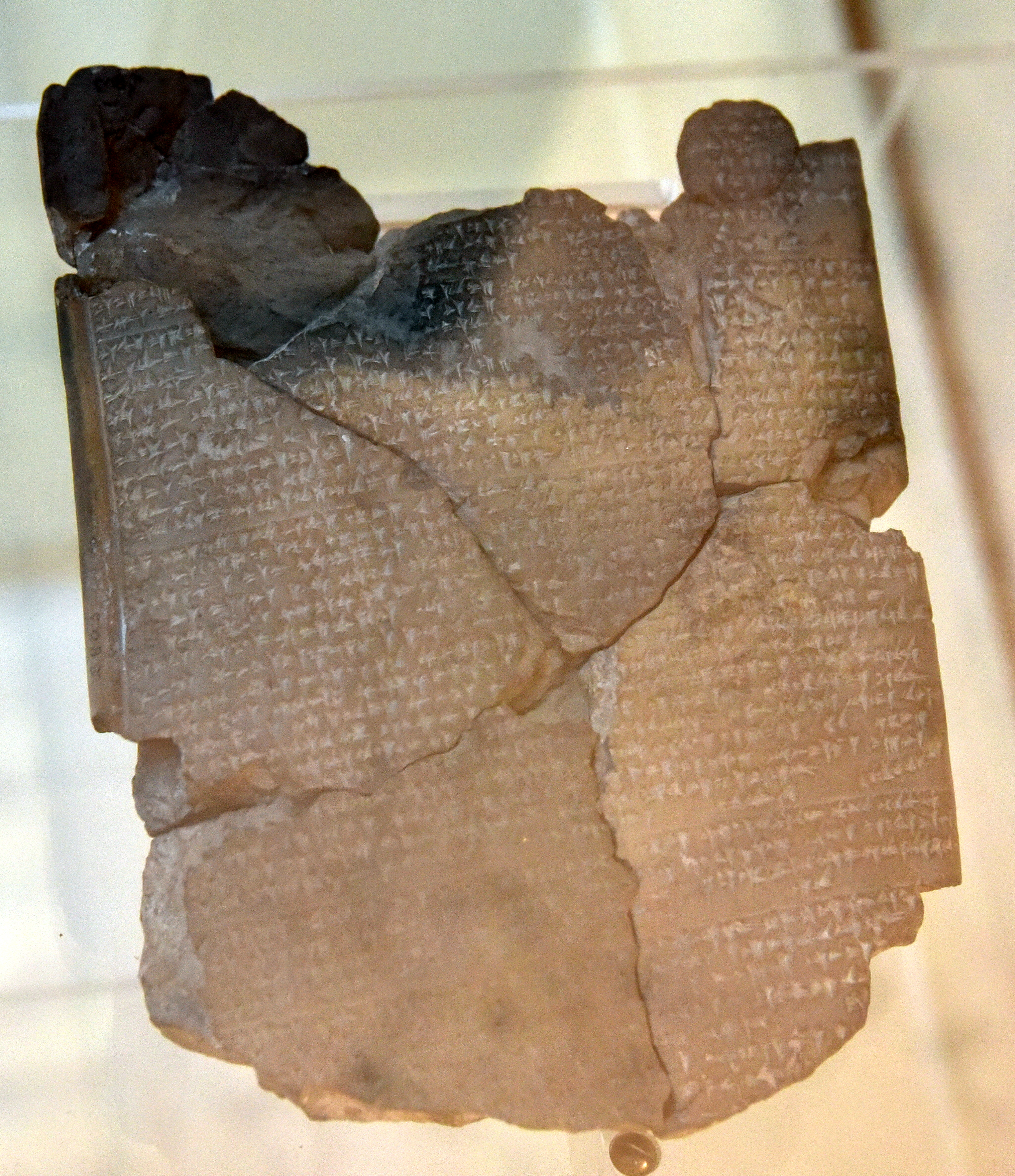
기원전 14세기 무르실리 2세가 역병을 종식시키기 위해 신에게 바친 기도문. 원래 하투샤에서 발견되었으며, 현재 이스탄불 고고학 박물관에 소장되어 있다.

작가 필립 노리(How Disease Affected the End of the Bronze Age)에 따르면, 청동기 시대 이후 사회 붕괴를 일으켰을 가능성이 가장 높은 세 가지 질병은 천연두, 가래톳페스트, 그리고 야토병이다. 히타이트를 강타한 야토병은 곤충이나 감염된 흙 또는 식물을 통해, 열린 상처를 통해, 또는 감염된 동물을 먹음으로써 퍼졌을 수 있다.
기원전 14세기 중반의 히타이트 문헌에는 역병이 장애와 죽음을 초래했다고 언급되어 있다. 히타이트 왕 무르실리 2세는 20년 동안 지속되어 많은 백성을 죽게 한 전염병으로부터 구원을 구하는 기도를 썼다. 그의 선왕인 수필룰리우마 1세와 수필룰리우마의 직계 후계자인 아르누완다 2세도 야토병으로 사망했다. 무르실리는 수필룰리우마의 마지막 생존 아들이었기 때문에 왕위에 올랐다.
무르실리는 이 역병이 수도 하투샤를 통해 행진한 이집트 포로들에 의해 히타이트에 전염되었다고 믿었다. 기원전 1322년 이전 이집트인들이 야토병으로 고통받았음을 시사하는 일부 증거가 있다. 히타이트인들은 낙타를 캐러밴에 사용하지 못하게 금지했기 때문에 인수공통감염 전파를 의심했던 것으로 보인다. 이 역병의 기원에 대한 또 다른 이론은 히타이트인들이 시미라를 약탈한 후 다른 동물들과 함께 전리품으로 가져온 숫양에서 비롯되었다는 것이다. 이 동물들이 히타이트 마을로 들어온 직후 야토병이 발생했다.

## 알라시야의 역병, "네르갈의 손길"

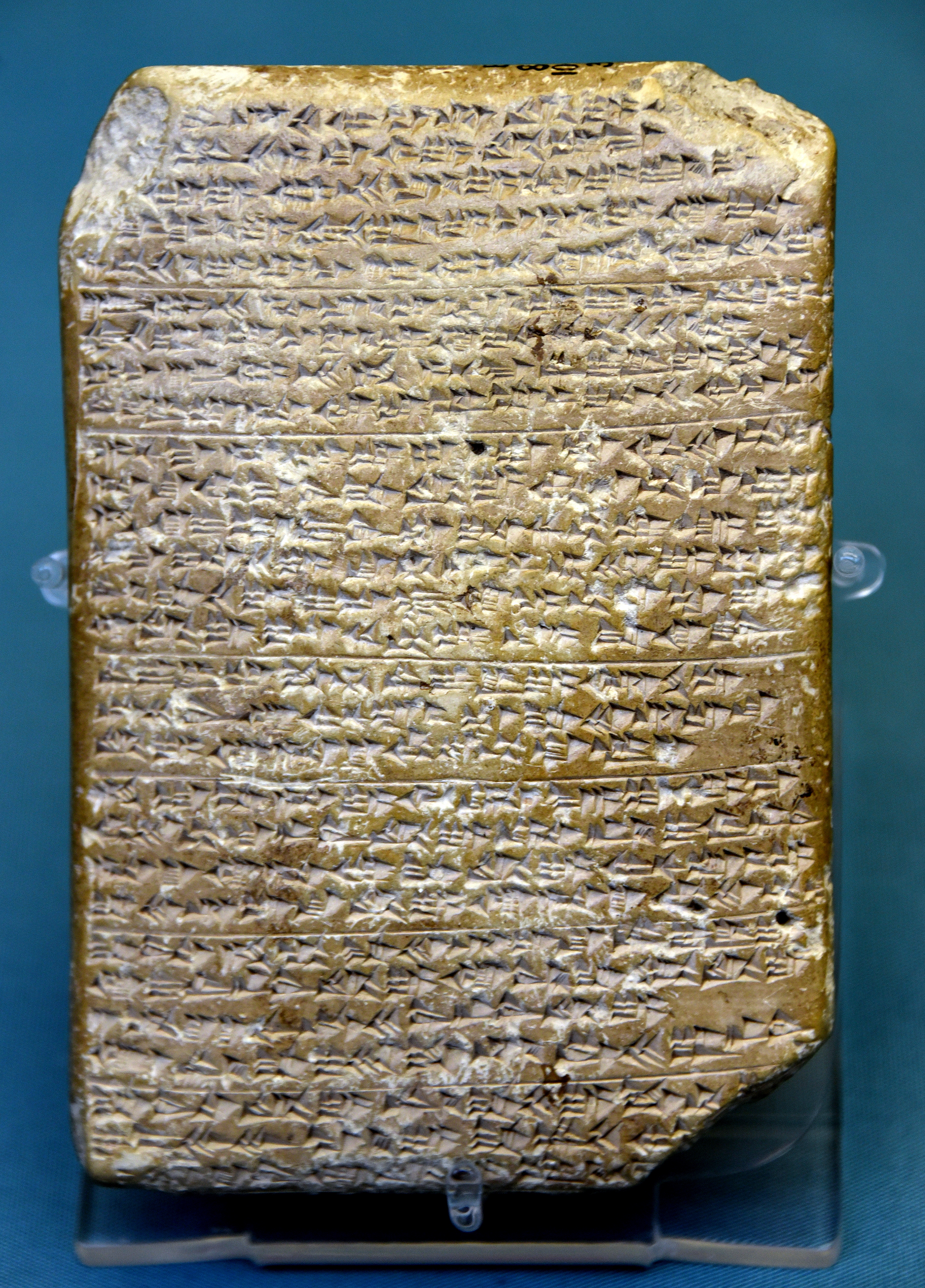
아마르나 서한 EA 35는 역병을 "네르갈의 손길"이라고 명명하며, 대략 기원전 1350-1325년경의 것으로, 아마르나에서 발견되었으며 현재 대영 박물관에 소장되어 있다.

이 역병은 아마르나 시대에 알라시야(키프로스)의 통치자가 이집트의 파라오에게 아카드어로 쓴 편지인 아마르나 서한 EA 35에 언급되어 있다. 이 편지는 기원전 1350년에서 1325년 사이의 것으로 추정된다. 이 편지에서 역병은 특별히 네르갈의 손길로 명명되어 있다. 무르실리 2세는 이 질병이 이집트에서 시작되었다고 믿었던 것으로 보이지만, EA 35 서한은 키프로스 기원을 지지하는 것으로 보인다. 만약 무르실리의 기록이 사실이라면, 역병이 키프로스에서 이집트로 퍼졌거나 이집트 병사들이 레반트에서 감염되었을 수 있다. 대다수의 학자들은 EA 35를 키프로스에 히타이트 역병이 존재했다는 증거로 보지만, 이 서한이 어느 이집트 파라오에게 보내졌는지 불분명하기 때문에 상당수의 소수 학자들은 이 두 사건이 동일한 역병의 연속적인 두 차례 발병이거나 완전히 다른 두 개의 역병일 수 있다고 믿는다. EA 35 서한이 아나톨리아에서 질병이 언급된 시점보다 앞선다는 것은 보편적으로 받아들여지지만, 사건들 사이의 시간은 불분명하며 2년에서 25년 사이일 수 있다. 또한 키프로스의 역병이 아마도 야토병이었을 것이라는 점도 일반적으로 동의되어 이 사건들 사이의 연관성에 신빙성을 더한다.

## 아르자와인에 대한 사용
이 질병은 서부 아나톨리아로 의도적으로 유입되었으며, 이는 "최초의 알려진 생물전 기록"으로 묘사된다. 히타이트인들이 질병의 발생을 겪은 직후, 서부 아나톨리아의 아르자와인들은 히타이트인들이 약해졌다고 믿고 공격했다. 아르자와인들은 숫양들이 갑자기 나타났고(기원전 1320년과 1318년) 아르자와인들이 그들을 자신들의 마을로 데려왔다고 주장했다. 히타이트인들이 야토병에 걸린 숫양들을 보내 적들을 감염시켰을 것으로 생각된다. 아르자와인들은 역병으로 너무 약해져서 히타이트를 정복하려는 시도에 실패했다.